# Rosie and the Goldbug
Rosie and the Goldbug war ein britisches Indie-Rock-Trio, welches im August 2009 seine Trennung bekannt gab.

## Geschichte
Die Band stammte aus Cornwall. Der „Goldbug“ im Bandnamen ging auf eine Geschichte von Edgar Allan Poe zurück; Rosie war der Vorname der Sängerin und Keyboard-Spielerin.
Laut The Guardian wuchs Sängerin Rosie Vanier im Bodmin Moor auf, auf einem "Grundstück ohne Elektrizität, Heizung, Fernsehen, nur mit einem Klavier." Ihre Mutter und ihr Vater, der teils indianischer Abstammung ist, gingen oft auf Fahrradtouren quer durch Europa, wobei sie unterwegs Folk-Balladen zur Unterhaltung von Passanten spielten. Vanier studierte „prätentiöse Jazz-Musik“ an der Universität Roehampton in London. Der Gitarrist, „Pixie“, ist der „Sohn von Hippie-Surfer-Eltern, der seine Kindheit in einem Wohnwagen am Strand verbrachte.“ Die Schlagzeugerin, „Plums“, spielte früher bei einem japanischen Trommel-Ensemble mit.
Musikalisch verband die Band Elektronik und Rock; ihr Stil wurde als „Kate Bush auf Crack mit Goldfrapp am Synthesizer“ beschrieben; Vaniers Stimme oszilliere dabei „mühelos zwischen verführerischem Flüstern und dem Kreischen einer Banshee.“ Laut dem schottischen Magazin Clash war die Band im September 2008 „einer der wichtigsten aktuellen Namen in der Indie-Szene“, mit einer „sexuell geladenen“ Präsentation: die Schlagzeugerin „Plums“ war lesbisch, Vanier bisexuell; der Gitarrist war mit Vaniers Schwester liiert.
Die Band tourte 2008 als Vorgruppe mit Cyndi Lauper und veröffentlichte ein Album und mehrere Singles auf ihrem eigenen Label, Lover Records; die Band hat die Musik-Videos für ihre Singles auf ihrer MySpace-Seite ins Internet gestellt.
Im August 2009 gab die Band auf ihrer MySpace-Seite bekannt, dass sie sich aus nicht näher beschriebenen Gründen aufgelöst habe. Rosie Vanier kündigte auf derselben Seite im Oktober 2009 ihr neues Projekt "Ruby Vamp" an.

## Diskografie

### Alben
- 2008: Rosie and the Goldbug[6]

### EPs
- 2008: War of the Roses (Because You Said So)

### Singles
- 2008: Lover
- 2008: You've Changed
- 2009: Heartbreak